# Frankenstein (film 1984)
Frankenstein è un film televisivo del 1984, diretto da James Ormerod e tratto dall'omonimo romanzo di Mary Shelley per altro non accreditata.